# Dictyochaeta fertilis
Dictyochaeta fertilis är en svampart som först beskrevs av S. Hughes & W.B. Kendr., och fick sitt nu gällande namn av Hol.-Jech. 1984. Dictyochaeta fertilis ingår i släktet Dictyochaeta och familjen Chaetosphaeriaceae.   Inga underarter finns listade i Catalogue of Life.